# Dichaetomyia luteiventris
Dichaetomyia luteiventris är en tvåvingeart som först beskrevs av Camillo Rondani 1873.  Dichaetomyia luteiventris ingår i släktet Dichaetomyia och familjen husflugor. Inga underarter finns listade i Catalogue of Life.